# Negro Academy
La American Negro Academy (ANA) fue una organización que apoyó las becas para afroamericanos. Fue organizada en Washington D. C., en 1897. Fue la primera organización en los Estados Unidos dedicada a eruditos afroamericanos, y existió desde 1897 hasta 1928.
Entre los fundadores de la organización estuvieron Alexander Crummell, John Wesley Cromwell, Paul Laurence Dunbar, Walter B. Hayson y Kelly Miller. Entre los presidentes de la academia estuvieron W. E. B. Du Bois, Archibald H. Grimké y Arturo Alfonso Schomburg (1920-28).
La organización fue creada para proporcionar una alternativa al enfoque de la educación y becas de Booker T. Washington. El libro La máquina Tuskegee de Washington, basada en el compromiso de Atlanta, hacía hincapié en la formación profesional e industrial y desalentaba la de las artes liberales. La ANA fue apoyada por los afroamericanos que se oponían a la segregación y a la discriminación inherente en el compromiso de Atlanta, y que luchaban por los derechos civiles.